# Rickenbach (Scheidegg)
Rickenbach (westallgäuerisch: Rikəbach) ist ein Gemeindeteil des Markts Scheidegg im bayerisch-schwäbischen Landkreis Lindau (Bodensee).

## Geographie
Die Einöde liegt circa ein Kilometer nordwestlich des Hauptorts Scheidegg und zählt zur Region Westallgäu. Nördlich der Ortschaft fließt der Rickenbach mit den Scheidegger Wasserfällen. Nördlich und westlich befindet sich das Naturschutzgebiet Rohrachschlucht.

## Ortsname
Der Ortsname stammt vermutlich aufgrund des gleichnamigen Flusses vom mittelhochdeutschen Wort ricke für Hügelreihe bzw. Bergschlucht ab. Möglich sind auch die Abstammung vom Personennamen Richo oder vom ebenfalls mittelhochdeutschen Wort rich für reich.
Eine andere Theorie geht aufgrund der zeitlichen Ersterwähnung vom Familiennamen Rickenbach aus, womit die Namensbedeutung (Ansiedlung) des Rickenbach wäre.

## Geschichte
Rickenbach wurde urkundlich erstmals im Jahr 1783 als Rickenbach erwähnt. 1770 [sic!] fand die Vereinödung Rickenbachs mit vier Teilnehmern statt. Der Ort gehörte einst Gericht Kellhöfe an. 1818 wurden vier Wohngebäude im Ort gezählt.